# Taíssia Bekbulàtova
Taíssia Bekbulàtova   (10 de març de 1991) és una periodista russa. El 2019 va fundar la seva pròpia revista en línia Holod Media que va guanyar diversos premis. El 2020 va ser arrestada juntament amb Ivan Safronov. Va ser etiquetada com a agent estrangera a Rússia i fou transportada tant ella com els seus companys fora de Rússia quan les "notícies falses" es van convertir en il·legals. El 2022 va ser nomenada com una de les 100 dones de la BBC.

## Biografia
Bekbulatova va estudiar periodisme a la Universitat Estatal de Moscou. Va ser becària al diari rus Kommersant en el seu quart any. La seva professora de periodisme, Lyudmila Resnyanskaya, la va animar a ser periodista política.
El 2012 va començar a treballar com a corresponsal del departament de política de Kommersant. El 2017 es va convertir en corresponsal especial de la publicació en línia Meduza, on va escriure i editar sobre temes polítics i no polítics fins al 2019.
Va llançar la seva pròpia revista en línia Holod Media el 2019. La primera història important va ser la cobertura de la seva investigació de tres mesos sobre un assassí en sèrie i violador que havia eludit la captura. Dmitry Lebed era un taxista d'Abakan a la regió remota de Khakassia i havia estat arrestat diverses vegades i després alliberat per continuar amb els seus crims. Les dones que havien sobreviscut als seus atacs van ser rebutjades per la policia i se'ls va negar la justícia i la seva capacitat per implicar-lo. La història "Road to Askiz" es va publicar l'agost de 2019 i va guanyar el primer premi d'Holod de Redkollegia. Aviat va reunir un equip d'altres periodistes.
Els funcionaris russos que investigaven Ivan Safronov van escorcollar la seva casa el juliol del 2020. Safronov havia estat detingut el mateix dia perquè se sospitava que era un traïdor. Pavel Chikov, que havia estat contactat per ella quan van arribar els funcionaris, va dir que l'havien i que el seu advocat, Nikolai Vasilyev, no hi va poder assistir. A finals de 2021 va ser etiquetada com a agent estrangera pel Ministeri de Justícia rus i va anar a Tbilisi.
La seva revista va publicar notícies sobre la invasió russa d'Ucraïna el 2022. L'any 2022 l'estat rus va aprovar noves lleis que van prohibir la publicació del que van anomenar "notícies falses". Els seus companys periodistes s'enfrontarien a penes de presó de fins a quinze anys per infringir aquestes lleis. El Comitè de Protecció dels Periodistes va exposar que els periodistes emigraven en "massa" per evitar la nova censura. Bekbulatova va calcular que 150 se n'havien anat i uns dotze del seu personal ja havien abandonat el país. Va dir que estaven trencant el contacte amb periodistes que havien decidit quedar-se a Rússia per contribuir per la seva seguretat.
El 2022, la BBC la va incloure amb dues dones russes més entre les seves 100 dones més inspiradores de l'any. La BBC va citar la seva cobertura dels drets de les dones i la invasió russa d'Ucraïna. Van reproduir una frase seva "...I els drets de les dones solen ser els primers a desaparèixer."